# The Jerusalem Post
The Jerusalem Post je izraelský velkoformátový anglicky psaný deník, založený Geršonem Agronem, 1. prosince 1932 jako The Palestine Post. Počtem čtenářů (desítky tisíc) sice The Jerusalem Post nepřevyšuje ostatní hlavní hebrejsky psané deníky, přesahuje je však svým záběrem a skutečností, že je publikován celosvětově. Mezi jeho čtenáře patří izraelští politici, zahraniční novináři a turisti. Dříve byl považován za levicové noviny, avšak koncem 80. let zaznamenal změnu a posun k pravé části politického spektra. Po získání nového majitele a nástupu nového šéfredaktora Davida Horovitze v roce 2004 se deník posunul do centristické pozice. Příkladem tohoto posunu může být podpora Šaronova plánu stažení z Gazy v srpnu roku 2005 a obhajoba privatizace izraelských náboženských institucí.